# Astrocladus euryale
Astrocladus euryale is een slangster uit de familie Gorgonocephalidae.
De wetenschappelijke naam van de soort werd in 1783 gepubliceerd door Anders Jahan Retzius.